# Collins Place
Collins Place es un complejo comercial y de oficinas situado en Melbourne, Victoria, Australia. Construido en 1981, comprende dos edificios de oficinas y hotel (35 y 55 de Collins Street) y un centro comercial entre ellos. En el 35 de Collins Street también se sitúa el Sofitel Melbourne on Collins.

## Historia
Fue construido inicialmente con la ayuda del estadounidense Vincent Ponte, la AMP Society y el ANZ Bank, la firma de arquitectos I. M. Pei and Partners y la firma local Bates, Smart and McCutcheon como arquitectos asociados.
Collins Place se construyó en siete fases, tardando aproximadamente 10 años en completarse con un coste de A$ 270 millones.  El complejo abrió en mayo de 1981.

## Arquitectura
Los edificios de oficinas de 35 y 55 Collins Street fueron construidos en el estilo moderno de las oficinas de la década de 1980. Ambas torres tienen una planta cuadrada girada 45 grados respecto a la Hoddle Grid (disposición de las calles del distrito financiero de Melbourne). Sofitel Melbourne on Collins ocupa las 15 plantas más altas del 35 Collins Street. En el centro comercial de Collins Place hay una food court y cines.

## Principales ocupantes
35 Collins Street (Sofitel Hotel)
- 3-22 y 31, Telstra
- 23,24, Victorian Auditor - General's Of
- 24, Agora Assest Management
- 25, Amdocs
- 26, ITS Global
- 26, Jetro
- 27-28, Comisión de Productividad
- 29, AMP Capital Investors
- 30, Autoridad de Seguros de Victoria

55 Collins Street (ANZ Tower)
- Todas las plantas están completamente alquiladas a ANZ
- Hay algunos sub-inquilinos en el edificio, incluidos Drake International y Clark and CG Associates

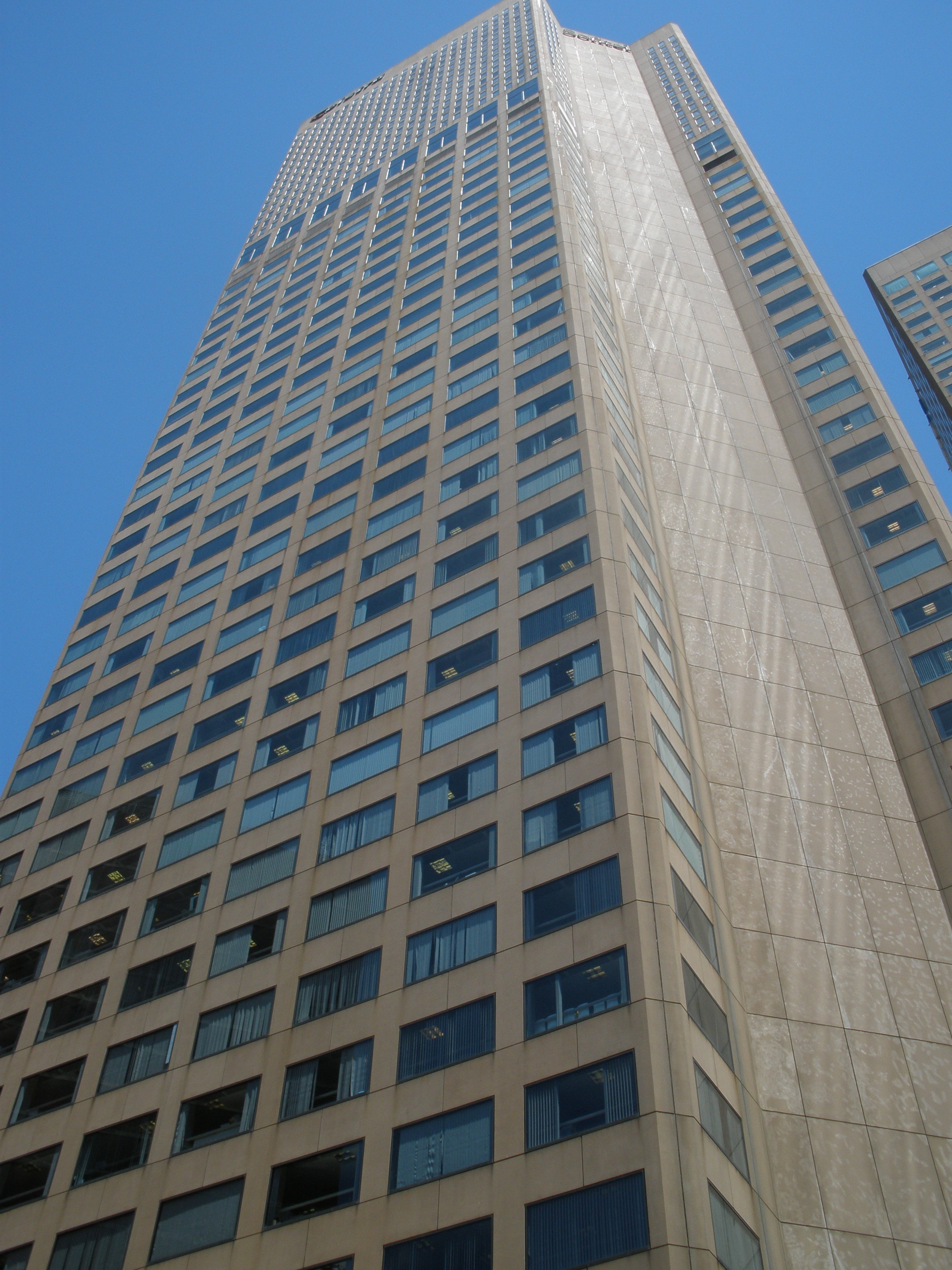
35 Collins Street
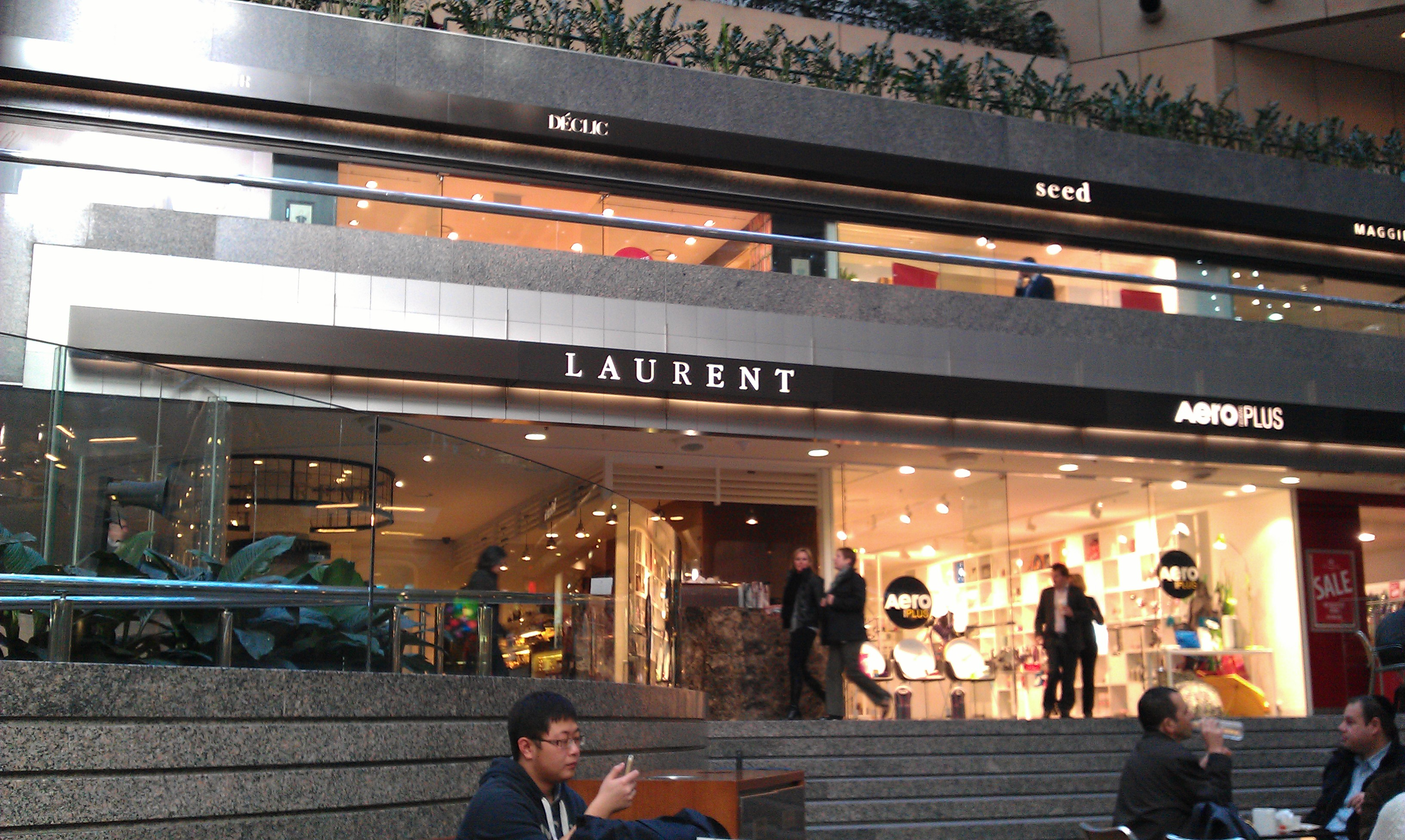
La food court de Collins Place